# SNAV Sicilia
La SNAV Sicilia era una nave traghetto appartenuta con questo nome alla compagnia di navigazione italiana SNAV dal 2002 al 2010. Nel 1982, col nome di Norland, prese parte alla guerra delle Falkland.

## Servizio
Varato ai cantieri navali AG Weser di Bremerhaven con il nome di Norland, il traghetto entrò in servizio l'anno successivo tra Hull e Rotterdam per la compagnia anglo-olandese North Sea Ferries. Nel 1982 la nave fu requisita dal Ministero della Difesa inglese per trasportare le truppe dell'esercito britannico nella Guerra delle Falkland, insieme ad altre unità civili. La Norland partì il 26 aprile 1982 da Southampton, con a bordo il 2º Battaglione paracadutisti. La nave prese attivamente parte alla battaglia di San Carlos, sbarcando le truppe che trasportava sull'isola e prendendo a bordo l'equipaggio dell'affondata HMS Antelope. La nave fu poi utilizzata in altre occasioni come trasporto truppe e, al termine della guerra, per il trasporto di 500 prigionieri di guerra argentini a Montevideo e, per alcuni mesi, per il trasporto di beni e persone tra l'Isola dell'Ascensione e le Isole Falkland. 
Tornata in Inghilterra a febbraio 1983, rientrò in servizio nell'aprile dello stesso anno. Il 7 giugno 1985, nel tentativo di evitare la collisione con una nave da carico in avaria, la Norland urtò contro un banco di sabbia. Sullo scafo si aprì uno squarcio di circa cinque metri e la nave andò in blackout in seguito all'ingresso d'acqua in sala macchine, ma non ci furono feriti. Le riparazioni durarono tre mesi.
Nel maggio 1987 fu sottoposta insieme alla gemella Norstar a un intervento di allungamento, durante il quale alla nave fu aggiunto un troncone di circa venti metri. Riprese a navigare due mesi più tardi, cambiando il porto di approdo in Olanda da Rotterdam a Zeebrugge. Nel 1994 la Norland fu sottoposta a dei lavori di ristrutturazione per ottemperare alle nuove normative IMO/SOLAS, subendo tuttavia una riduzione della capacità di carico. Nel 1996 la compagnia cambiò assetto societario, prendendo il nome di P&O North Sea Ferries, ma questo non ebbe conseguenze immediate sul destino della nave.
Nel marzo 2002 fu venduta, tre mesi dopo la gemella, alla compagnia di navigazione italiana SNAV, che la impiegò per collegare Napoli e Palermo con il nome di SNAV Sicilia. Rimase su questa rotta fino al settembre 2010, quando entrarono in vigore nuove norme di sicurezza per le imbarcazioni con ponti auto; la compagnia non ritenne conveniente l'adeguamento della nave a queste regole e la SNAV Sicilia fu venduta per la demolizione insieme alla gemella.

## Navi gemelle
- SNAV Campania (già Norstar)